# 两安瑶族乡
两安瑶族乡是中华人民共和国广西壮族自治区贺州市钟山县下辖的一个民族乡。

## 行政区划
两安瑶族乡下辖以下村级行政区划单位：
两安村、三联村、星寨村、沙坪村、竹梅村和小白村。